# Rasbora bankanensis
Rasbora bankanensis är en fiskart som först beskrevs av Bleeker, 1853.  Rasbora bankanensis ingår i släktet Rasbora och familjen karpfiskar. Inga underarter finns listade i Catalogue of Life.